# Campeonato Mundial de Atletismo de 2022 - 5000 m masculino
A competição dos 5000 metros masculino no Campeonato Mundial de Atletismo de 2022 foi realizada no estádio Hayward Field, em Eugene, nos Estados Unidos, entre os dias 21 a 24 de julho de 2022.

## Recordes
Antes da competição, os recordes eram os seguintes:
| Recorde mundial                               | Joshua Cheptegei (UGA)         | 12:35.36 | Mônaco                    | 14 de agosto de 2020 |
| Recorde do campeonato                         | Eliud Kipchoge (KEN)           | 12:52.79 | Seine-Saint-Denis, França | 31 de agosto de 2003 |
| Melhor marca do ano                           | Nicholas Kipkorir Kimeli (KEN) | 12:46.33 | Roma, Itália              | 9 de junho de 2022   |
| Recorde da África                             | Joshua Cheptegei (UGA)         | 12:35.36 | Mônaco                    | 14 de agosto de 2020 |
| Recorde da Ásia                               | Albert Kibichii Rop (BHR)      | 12:51.96 | Mônaco                    | 19 de julho de 2013  |
| Recorde da América do Norte, Central e Caribe | Mohammed Ahmed (CAN)           | 12:47.20 | Portland, Estados Unidos  | 10 de julho de 2020  |
| Recorde da América do Sul                     | Marilson dos Santos (BRA)      | 13:19.43 | Kassel, Alemanha          | 8 de junho de 2006   |
| Recorde da Europa                             | Jakob Ingebrigtsen (NOR)       | 12:48.45 | Florença, Itália          | 8 de junho de 2021   |
| Recorde da Oceania                            | Craig Mottram (AUS)            | 12:55.76 | Londres. Grã Bretanha     | 30 de julho de 2004  |

## Medalhistas
| Ouro                     | Prata            | Bronze              |
| Jakob Ingebrigtsen (NOR) | Jacob Krop (KEN) | Oscar Chelimo (UGA) |

## Tempo de qualificação
| Tempo de qualificação. |
| ---------------------- |
| 13:13.50               |

## Calendário
| Data        | Horário | Fase          |
| ----------- | ------- | ------------- |
| 21 de julho | 18:10   | Eliminatórias |
| 24 de julho | 18:05   | Final         |

Todos os horários estão no horário local (UTC-7)

## Resultados

### Eliminatórias
Qualificação: Os cinco primeiros de cada bateria (Q) e os cinco melhores tempos (q) das eliminatórias.
| Pos. | Bateria | Atleta                        | Nacionalidade      | Tempo    | Notas                |
| ---- | ------- | ----------------------------- | ------------------ | -------- | -------------------- |
| 1    | 2       | Jacob Krop                    | Quênia             | 13:13.30 | Q                    |
| 2    | 2       | Jakob Ingebrigtsen            | Noruega            | 13:13.92 | Q                    |
| 3    | 2       | Luis Grijalva                 | Guatemala          | 13:14.04 | Q,                   |
| 4    | 2       | Yomif Kejelcha                | Etiópia            | 13:14.87 | Q                    |
| 5    | 2       | Mohammed Ahmed                | Canadá             | 13:15.17 | Q                    |
| 6    | 2       | Daniel Ebenyo                 | Quênia             | 13:15.17 | q                    |
| 7    | 2       | Muktar Edris                  | Etiópia            | 13:21.19 | q                    |
| 8    | 2       | Marc Scott                    | Grã-Bretanha       | 13:22.54 | q                    |
| 9    | 1       | Oscar Chelimo                 | Uganda             | 13:24.24 | Q                    |
| 10   | 1       | Grant Fisher                  | Estados Unidos     | 13:24.44 | Q                    |
| 11   | 1       | Selemon Barega                | Etiópia            | 13:24.44 | Q                    |
| 12   | 1       | Joshua Cheptegei              | Uganda             | 13:24.47 | Q                    |
| 13   | 1       | Abdihamid Nur                 | Estados Unidos     | 13:24.48 | Q                    |
| 14   | 2       | Sam Parsons                   | Alemanha           | 13:24.50 | q                    |
| 15   | 1       | Nicholas Kimeli               | Quênia             | 13:24.56 | q                    |
| 16   | 1       | Telahun Haile Bekele          | Etiópia            | 13:24.77 |                      |
| 17   | 2       | Merhawi Mebrahtu              | Eritreia           | 13:24.89 |                      |
| 18   | 2       | William Kincaid               | Estados Unidos     | 13:25.02 |                      |
| 19   | 1       | Ky Robinson                   | Austrália          | 13:27.03 |                      |
| 20   | 1       | Andrew Butchart               | Grã-Bretanha       | 13:31.26 | Recorde da temporada |
| 21   | 1       | Sam Atkin                     | Grã-Bretanha       | 13:34.36 |                      |
| 22   | 1       | Adel Mechaal                  | Espanha            | 13:36.48 |                      |
| 23   | 1       | Geordie Beamish               | Nova Zelândia      | 13:36.86 |                      |
| 24   | 1       | Narve Gilje Nordås            | Noruega            | 13:37.14 |                      |
| 25   | 2       | Hamish Carson                 | Nova Zelândia      | 13:37.62 |                      |
| 26   | 1       | Soufiyan Bouqantar            | Marrocos           | 13:37.69 |                      |
| 27   | 1       | Charles Philibert-Thiboutot   | Canadá             | 13:38.80 |                      |
| 28   | 1       | Maximilian Thorwirth          | Alemanha           | 13:43.02 |                      |
| 29   | 1       | Altobeli da Silva             | Brasil             | 13:43.80 | Recorde da temporada |
| 30   | 1       | Adriaan Wildschutt            | África do Sul      | 13:44.32 |                      |
| 31   | 2       | Hyuga Endo                    | Japão              | 13:47.07 |                      |
| 32   | 2       | Peter Maru                    | Uganda             | 13:47.65 |                      |
| 33   | 1       | Mohamed Mohumed               | Alemanha           | 13:52.00 |                      |
| 34   | 2       | Lesiba Precious Mashele       | África do Sul      | 13:52.37 |                      |
| 35   | 2       | Matthew Ramsden               | Austrália          | 13:52.90 |                      |
| 36   | 1       | Jamal Abdelmaji Eisa Mohammed | Atletas Refugiados | 14:02.79 | Recorde da temporada |
| 37   | 2       | Hicham Akankam                | Marrocos           | 14:05.11 |                      |
| 38   | 2       | Yaseen Abdalla                | Sudão              | 14:15.59 |                      |
| 39   | 1       | Nursultan Keneshbekov         | Quirguistão        | 14:15.59 |                      |
| 40   | 2       | Kieran Tuntivate              | Tailândia          | 14:19.28 |                      |
| 41   | 2       | Jethro Saint-Fleur            | Aruba              | 16:04.46 | Recorde pessoal      |
|      | 2       | Ali Hissein Mahamat           | Chade              |          | DNS                  |

### Final
A final ocorreu dia 24 de julho às 18:05.
| Pos.              | Atleta             | Nacionalidade  | Tempo    | Notas                |
| ----------------- | ------------------ | -------------- | -------- | -------------------- |
| Medalha de ouro   | Jakob Ingebrigtsen | Noruega        | 13:09.24 |                      |
| Medalha de prata  | Jacob Krop         | Quênia         | 13:09.98 |                      |
| Medalha de bronze | Oscar Chelimo      | Uganda         | 13:10.20 | Recorde da temporada |
| 4                 | Luis Grijalva      | Guatemala      | 13:10.44 | Recorde da temporada |
| 5                 | Mohammed Ahmed     | Canadá         | 13:10.46 |                      |
| 6                 | Grant Fisher       | Estados Unidos | 13:11.65 |                      |
| 7                 | Nicholas Kimeli    | Quênia         | 13:11.97 |                      |
| 8                 | Yomif Kejelcha     | Etiópia        | 13:12.09 |                      |
| 9                 | Joshua Cheptegei   | Uganda         | 13:13.12 |                      |
| 10                | Daniel Ebenyo      | Quênia         | 13:16.64 |                      |
| 11                | Abdihamid Nur      | Estados Unidos | 13:18.05 |                      |
| 12                | Selemon Barega     | Etiópia        | 13:19.62 |                      |
| 13                | Muktar Edris       | Etiópia        | 13:24.67 |                      |
| 14                | Marc Scott         | Grã-Bretanha   | 13:41.04 |                      |
| 15                | Sam Parsons        | Alemanha       | 13:45.89 |                      |

Legenda
| Recorde mundial       | Recorde mundial (World record)               |                       | Recorde africano                      | Recorde africano (African) |                                           | Q | Classificado por posição (Qualified) |
| Recorde do campeonato | Recorde do campeonato (Championship record)  | Recorde da América    | Recorde da América (Americas)         | q                          | Classificado por melhor tempo (Qualified) |   |                                      |
| Melhor marca do ano   | Melhor marca do ano (World leading)          | Recorde asiático      | Recorde asiático (Asian)              | DNS                        | Não largou (Did not start)                |   |                                      |
| Recorde nacional      | Recorde nacional (National record)           | Recorde europeu       | Recorde europeu (European)            | DNF                        | Não terminou (Did not finish)             |   |                                      |
| Recorde pessoal       | Recorde pessoal do atleta (Personal best)    | Recorde da Oceania    | Recorde da Oceania (Oceania)          | DSQ / DQ                   | Desclassificado (Disqualified)            |   |                                      |
| Recorde da temporada  | Recorde da temporada do atleta (Season best) | Recorde sul-americano | Recorde sul-americano (South America) | NM                         | Sem marca (No mark)                       |   |                                      |